# Monika Stork
Monika Stork (* 22. März 1961 in Lengerich) ist eine deutsche Tischtennisspielerin. Die Defensivspielerin nahm zweimal an Weltmeisterschaften teil.

## Jugend
Mit 11 Jahren begann Monika Stork mit dem Tischtennissport, angeleitet durch ihren älteren Bruder. Sie trat dem Verein TTC Lengerich bei. In Wettbewerben der Schülerinnen erzielte sie rasch Erfolge. 1975 nahm sie am Damen-Qualifikationsturnier für die Bundesrangliste teil und erreichte Platz fünf. Dies sorgte für Aufsehen und eine Schlagzeile in der Bild-Zeitung: Ein kleiner Floh räumt unter den Tischtennis-Bienen auf. In der Saison 1974/75 spielte sie mit dem TTC Lengerich in der Landesliga, hier gewann sie alle Spiele.
Von 1976 bis 1978 siegte sie dreimal in Folge beim Bundesranglistenturnier der Jugend. 1977 gewann sie bei der Deutschen Jugendmeisterschaft zusammen mit Rosemarie Seidler den Doppelwettbewerb. Im Einzel erreichte sie 1976 und 1978 Platz zwei. 1977/78 belegte sie bei den Internationalen Jugendmeisterschaften von England Platz eins im Einzel der Mädchen. 1977 und 1978 nahm sie an der Jugend-Europameisterschaft teil.

## Damenbereich
1976 wechselte Monika Stork in die Bundesliga zum DSC Kaiserberg, mit dem sie viermal deutscher Mannschaftsmeister wurde (1976/77, 1977/78, 1980/81, 1981/82). Zudem gewann sie mit diesem Verein von 1977 bis 1983 sechsmal die deutsche Pokalmeisterschaft.
Bei den Nationalen deutschen Meisterschaften wurde sie 1981 Vizemeisterin im Einzel. Im Doppel belegte sie zusammen mit Agnes Simon 1977 und 1978 Platz zwei, ebenso im Mixed 1979 mit Engelbert Hüging.
Monika Stork absolvierte zwei Länderspiele, beide bei der WM 1981, wo sie mit der deutschen Mannschaft auf Platz 11 kam. Bei der WM 1977 nahm sie nur an den Individualwettbewerben teil.
1981 wurde sie in der deutschen Rangliste auf Platz 3 und in der Europarangliste auf Platz 24 geführt.

## Ende der Karriere
1982 musste Monika Stork wegen einer Knieoperation ihre sportlichen Aktivitäten reduzieren. Zwei Jahre später wechselte sie vom DSC Kaiserberg zur TSG Burg Gretesch, mit dem sie 1986 den Aufstieg in die 1. Bundesliga schaffte. 1988 schloss sie sich dem TuS Glane an, wo sie bis 1992 blieb. Nach einer dreijährigen Spielpause trat sie dem TuS Recke bei, mit dem sie erfolgreich in der Oberliga spielte.

## Privat
Monika Stork ist Sparkassen-Angestellte. 1992 heiratete sie Bert Zimmer, den ersten Vorsitzenden des TTC Lengerich. Sie lebt in Lengerich.

## Turnierergebnisse
| Verband | Veranstaltung     | Jahr | Ort        | Land | Einzel    | Doppel    | Mixed     | Team |
| ------- | ----------------- | ---- | ---------- | ---- | --------- | --------- | --------- | ---- |
| FRG     | Weltmeisterschaft | 1981 | Novi Sad   | YUG  | letzte 64 | letzte 32 | letzte 64 | 5    |
| FRG     | Weltmeisterschaft | 1977 | Birmingham | ENG  | Qual      | letzte 32 | Qual      | 11   |